# Шентиљ под Турјаком
Шентиљ под Турјаком (словен. Šentilj pod Turjakom) је насељено место у општини Мислиња, Корушка регија, Словенија.

## Историја
До територијалне реорганизације у Словенији био је у саставу старе општине Словењ Градец.

## Становништво
У попису становништва из 2011. године, Шентиљ под Турјаком је имао 293 становника.
| Број становника према пописима | Број становника према пописима | Број становника према пописима |
| ------------------------------ | ------------------------------ | ------------------------------ |
| 1991                           | 2002                           | 2011                           |
| 265                            | 286                            | 293                            |

Напомена: Године 1953. повећано за насеље Мислињски Шентиљ, које је укинуто.

## Галерија
- детаљ из сеоске цркве
- река Мислиња на току кроз Шентиљ под Турјаком